# Spielniveau
Spielniveau bezeichnet einerseits die Leistungsebene, auf der eine Spielform angesiedelt ist und andererseits die Qualitätsstufe, auf der sich ein einzelner Spieler, eine Spielpartei oder eine Mannschaft im Spielbereich betätigt.

## Begriff / Phänomen
Das Kompositum Spielniveau, zusammengesetzt aus den Begriffen „Spiel“ (von althochdeutsch: spil) und „Niveau“ (aus französisch niveau) folgt der Bedeutung „Grad“, „Rang“, „Ebene“, „Level“ oder „Wertstufe“.  Es charakterisiert das Spiel bzw. das Spielen auf einer bestimmten Stufe einer Skala mit gradmäßig unterschiedlichen Qualitätsansprüchen. Im übertragenen Sinn kennzeichnet das Spielniveau eine Qualitätsstufe, auf der sich das Können eines Spielers, einer Spielergruppe bzw. das gesamte Spielgeschehen bewegt.

## Praxisbedeutung
Die Einordnung nach Spielniveau betrifft einerseits das von der einzelnen Spielgattung bzw. dem einzelnen Spiel geforderte Anspruchsniveau. Sie hat andererseits aber auch Folgen für die Kompetenzeinstufung eines Spielers und für die Zusammensetzung von Spielparteien und Mannschaften im praktischen Spielgeschehen. Sie ist sowohl im pädagogischen Alltag als auch im Bereich des professionellen Wettkampfsports von Bedeutung.

### Gattungsunterschiede
Je nach Spielgedanke und strukturellen Voraussetzungen stellen die verschiedenen Spielgattungen unterschiedliche Ansprüche an die Spielenden. So erkannte schon der Schweizer Entwicklungspsychologe Jean Piaget im Rahmen seiner Intelligenzforschung das unterschiedliche Spielniveau verschiedener Spielgattungen und setzte sie mit der Intelligenzentwicklung des Kindes in Verbindung. Nach seiner Systematik rangieren die sogenannten Funktionsspiele als sehr einfache Spielformen in ihrem Anforderungsprofil unterhalb der bereits komplexen Symbolspiele und der noch komplizierteren sogenannten Regelspiele: Die ontogenetisch frühesten Übungs- oder Funktionsspiele dominieren nach Piaget die ersten 18 Lebensmonate. Es handelt sich vornehmlich um Spielformen sensomotorischer Art, die der Erkundung des eigenen Körpers und der näheren Umwelt zugewandt sind und sich aus der bloßen Funktionslust motivieren (S. 155). Mit dem Erwachen einer darstellerischen Phantasie tritt zwischen dem 2. und 7. Lebensjahr in einer zweiten Phase das Symbolspiel in den Vordergrund. Es folgt dem Drang zur Nachahmung und symbolischen Verarbeitung von Geschehnissen und Erfahrungen. Eine dritte Spielebene erreicht das Kind dann mit den anspruchsvollen Regelspielen, „der spielerischen Aktivität des sozialisierten Wesens“, gekennzeichnet durch die Verpflichtung, sich an Abmachungen zu halten. (S. 183)
Die Spieldidaktiker Siegbert A. Warwitz und Anita Rudolf haben hinsichtlich der besonders in den 1970er Jahren forcierten Gattung der Friedensspiele untersucht, warum diese gegenüber den offensichtlich weitaus attraktiveren Kriegs- und Sportspielen bei Kindern und Jugendlichen sowie im öffentlichen Spielbetrieb so wenig Resonanz finden. Die Analysen ergaben vor allem strukturelle Faktoren des höheren Spielniveaus als entscheidend: Während die sogenannten Friedensspiele wie Erdball oder Gordischer Knoten lediglich den Spielgedanken des Miteinander verfolgen, erfordern die großen Sportspiele wie beispielsweise Fußball, Hallenhandball oder Eishockey über die Fertigkeit zur Koordination von Spielzügen und zur Kooperation mit den Spielpartnern im eigenen Spiel hinaus auch das Bewältigen von Konkurrenz und Konfrontation mit einem Gegner. Es geht hier einerseits um das zweckdienliche Zusammenspiel mit das gleiche Ziel anstrebenden Mitspielern, gleichzeitig und zusätzlich aber auch um die Auseinandersetzung, um das Vorteilgewinnen gegenüber einem oder mehreren Gegenspielern und um das Entwickeln entsprechend erfolgversprechender Strategien. Dies bedingt ein erheblich höheres spielerisches Anspruchsniveau an konditionellen, technischen und taktischen Fertigkeiten, an sportlicher Erfahrung und Spielintelligenz, die trainiert werden müssen und graduell bis zum Spielniveau einer Weltklasseleistung führen können. Die niveaumäßigen Steigerungsmöglichkeiten der Friedensspiele halten sich dagegen in engen Grenzen. Sie sind in der Regel voraussetzungslos von jedermann praktizierbar, kommen daher meist auf geselligen Volks- oder Kinderfesten zum Einsatz und verlieren schnell an Anziehungskraft. Sie kommen im freien Kinderspiel nahezu nicht vor.

### Pädagogischer Bereich
Kinder bringen, entsprechend ihrem Alter, ihrem Entwicklungsstand und ihren Spielerfahrungen, sehr unterschiedliche Voraussetzungen zum Spielen mit: Während Kleinkinder noch über gar kein oder nur ein geringes Regelverständnis bei Gesellschaftsspielen verfügen und mehr auf das Gewinnen um jeden Preis ausgerichtet sind, wird Regeltreue mit zunehmendem Entwicklungsstand als unverzichtbare Grundlage für das Gelingen anspruchsvollen Spielens begriffen. Während Vorschüler noch als Einzelspieler und ungeordnetes „Rudel“ den Bewegungen eines Balls auf dem Spielfeld folgen, lernen ältere Vereinsspieler bereits, dass Merkmale wie das Einhalten von Positionen, das Freilaufen ohne Ball oder das erfolgsorientierte Zusammenspiel mit den das gleiche Ziel verfolgenden Mitspielern konstituierend sind für ein Mannschaftsspiel. Es gehört daher zu den wichtigsten Aufgaben der Spieldidaktik, das Spielniveau in den unterschiedlichen Facetten entwicklungsgerecht zu fördern.
Die Entwicklungspsychologen Karin Grossmann und Klaus E. Grossmann untersuchten im Rahmen ihrer Bildungsforschung das Spielniveau von Kleinkindern und analysierten an einer Langzeitstichprobe, welcher Einfluss Bindungspersonen wie Müttern und Vätern auf die Entwicklung des Spielniveaus und der damit verbundenen Fortschritte der sozialen und geistigen Kompetenzen ihrer Kleinkinder zukommt.
Im Bereich der Behindertenförderung haben Klaus Sarimski und Heinz Süss-Burghart
an einer Stichprobe von 108 lern- und geistig behinderten Kindern den Zusammenhang zwischen Symbolspielniveau, allgemein kognitiver und sprachlicher Entwicklung untersucht und Schlussfolgerungen daraus für die Planung sprachtherapeutischer Förderprogramme bei mental retardierten Kindern aufgezeigt.
Bei Wettspielen im Schul- und Vereinsleben gilt es, eine als gerecht und fair empfundene Auseinandersetzung mit ausgewogenen Chancen zu ermöglichen. Das bedeutet, dass bei der Zusammensetzung von Parteien- und Mannschaften das jeweilige Spielniveau zu berücksichtigen ist und gleichwertige Gruppierungen zu bilden sind. So macht es etwa keinen Sinn, in einem Turnier Fünftklässler gegen Abiturienten oder eine Schülergruppe gegen Profispieler antreten zu lassen. Vielmehr sind eine Einteilung nach Spielniveau und eine Abstufung nach Leistungsgraden die Voraussetzung für gleiche Erfolgsaussichten.
Im Bereich der Leistungsförderung folgt die Spieldidaktik dem Erfahrungsprinzip, dass leistungshomogene Spielgruppen den besten Lern- und Trainingseffekt für alle Beteiligten ermöglichen und dass es daher sinnvoll ist, im Ausbildungsprozess Gruppen mit einem vergleichbaren Spielniveau zu bilden, um sie entsprechend ihrem Leistungsstand individuell optimal fördern zu können. Die erfahrenen Fußballlehrer David Niedermann und Michael Schuppke geben z. B. Auskunft darüber, wie Trainer in ihrem Ausbildungsbetrieb mit unterschiedlichen Spielniveaus umgehen und homogene Mannschaften formen können.

### Wettkampfbereich
Wettkämpfe machen neben dem pädagogischen auch im außerschulischen Bereich, etwa dem Hochleistungssport, nur Sinn, wenn die gegeneinander antretenden Personen und Mannschaften ein vergleichbares Spielniveau aufweisen. Es macht aus wettkampfsportlicher Sicht wenig Sinn, Alters-, Geschlechts- oder andere Merkmale zu ignorieren und z. B. Kinder gegen Erwachsene, Frauen gegen Männer oder Behinderte gegen Nichtbehinderte in Wettkämpfen gegeneinander antreten zu lassen, da jede dieser Gruppierungen sich naturgemäß auf einer anderen Spielebene bewegt und andere, unterschiedliche, nicht vergleichbare Spielvoraussetzungen mitbringt.
Beim Sportspiel Fußball lässt sich beispielsweise zwischen einem Bolzplatzniveau des Straßenspiels, einem Kreisklasseniveau von trainierten Vereinspielern und einem Spiel auf der Profiebene eines Bundesligaspiels unterscheiden. Eine entsprechende sachgerechte Differenzierung findet vor allem bei der Ausrichtung von publikumswirksamen hochdotierten Meisterschaften Berücksichtigung, indem die teilnehmenden Personen bzw. Clubs klassifiziert werden. Diese Einteilung nach der Spielstärke führt im Bereich der großen Sportspiele, vor allem aber im professionellen Turnierwesen, zur Bildung unterschiedlicher Spielklassen und zum pyramidenförmig gestaffelten Liga (Sport). So wird etwa im Baseball niveaumäßig zwischen einer „Bezirksliga“, einer „Landesliga“, einer „Verbandsliga“ und einer „Bundesliga“ unterschieden. Die Basketballer differenzieren nach „Kreisliga“, „Bezirksliga“, „Bezirksoberliga“, „Landesliga“ und „Oberliga“. Auch einzelne Spieler werden nach ihrem jeweiligen Spielniveau eingestuft und im Berufssport ihrem eingeschätzten „Spielwert“ entsprechend honoriert. Es wird zwischen einem in seiner Freizeit seinem Hobby folgenden „Kreisklassespieler“ und einem hoch bezahlten berufsmäßigen „Weltklassespieler“ unterschieden.